# Київ-12.01
Київ-12.01 — тролейбус, що у єдиному несерійному екземплярі був випущений на Київському авіаційному заводі «Авіант» 1995 року. Він став наступним пробним тролейбусом після Київ-12.00. Експлуатувався у Києві з 1995 по 2013 роки, після чого був списаний

## Технічні характеристики тролейбуса Київ-12.01
| Параметр                                                          | Значення                                                               |
| ----------------------------------------------------------------- | ---------------------------------------------------------------------- |
| Довжина, мм                                                       | 18300                                                                  |
| Ширина, мм                                                        | 2530                                                                   |
| Висота, мм                                                        | 3570                                                                   |
| Висота підлоги салону над рівнем дороги, мм                       | 800                                                                    |
| Мінімальний дорожній просвіт, мм                                  | 180                                                                    |
| Кількість дверей                                                  | 4 (2—2—2—2)                                                            |
| Пасажиромісткість, чол                                            | 193                                                                    |
| Сидячих місць, шт                                                 | 28-31                                                                  |
| Споряджена маса тролейбуса, кг                                    | 16400                                                                  |
| Максимальна технічна маса, кг                                     | ?                                                                      |
| Максимальне технічне навантаження на передню вісь, кг             | 7400                                                                   |
| Максимальне технічне навантаження на 2 (передню/середню вісь), кг | 11400                                                                  |
| Максимальне технічне навантаження на 3 (задню вісь), кг           | ?                                                                      |
| Двигун                                                            | ?                                                                      |
| Кількість двигунів, шт                                            | 2                                                                      |
| Потужність, кіловат                                               | 220 (2×110)                                                            |
| Система керування                                                 | реостатно-контакторна                                                  |
| Ведучі мости                                                      | 2 ведучі мости можливо виробництва фірми «RABA» (центральний і задній) |
| Максимально можливий підйом, який може подолати тролейбус, %      | ~12                                                                    |
| Максимальна швидкість, км/год                                     | 65                                                                     |
| Розгін від 0 до 40 км/год, за, сек                                | 20                                                                     |

## Експлуатація
| Країна  | Місто | Роки поставок | Кількість всього/залишилось | Експлуатаційні номери |
| ------- | ----- | ------------- | --------------------------- | --------------------- |
| Україна | Київ  | 1995          | 1/0                         | 3100 (списаний)       |